# جوكي وسطي
جوكي وسطي هي قرية في مقاطعة مراغة، إيران. عدد سكان هذه القرية هو 68 في سنة 2006.